# Enrico Pirajno
Enrico Pirajno of Piraino (Cefalù, 3 december 1809 – aldaar, 15 oktober 1864) was een Italiaans edelman. Hij leefde in het koninkrijk Sicilië, dat opging in het koninkrijk der Beide Siciliën. Hij was een filantroop.
In het eengemaakte Italië was hij afgevaardigde in het parlement, dat destijds nog in Turijn zetelde.

## Levensloop
Pirajno was baron van Mandralisca op Sicilië. Pirajno was een kunstverzamelaar. Het ging over schilderijen, porselein, beeldhouwwerken, archeologische stukken zoals vazen en een muntencollectie. Daarnaast verzamelde hij opgezette dieren en schelpen. Pirajno was een bekend tegenstander van het Bourbonregime in het koninkrijk der Beide Siciliën.
In 1853 besloten zijn vrouw Maria Francesca Parisi en hij dat hun vermogen bij testament moest geschonken worden aan de bouw van een school voor voortgezet onderwijs in Cefalù. Het echtpaar was kinderloos. Pirajno bepaalde dat het onderwijs in de eerste twee jaren gratis moest zijn voor de leerlingen; hij legde ook bepalingen vast over lessenroosters en het lerarenkorps. Het testament bepaalde ook dat hun villa in Cefalù een gemeentelijk museum moest worden. De gemeente liet het volledig testament publiceren.
Nadat het koninkrijk der Beide Siciliën met geweld was opgedoekt in 1861, behoorden Sicilië en Napels tot het eengemaakte Italië. Dit stond onder leiding van het koninkrijk Piëmont-Sardinië en heette voortaan koninkrijk Italië. Pirajno werd meteen verkozen tot lid van de Kamer van Afgevaardigden of Camera dei Deputati. Pirajno overleed in 1864 nog voor het beëindigen van zijn mandaat in 1865.
In uitvoering  van het testament werd de school Liceo Mandralisca op papier opgericht in 1866, met de gemeente Cefalù als eigenaar. Omwille van de nieuwe Italiaanse regelgeving over onderwijs, vroeg de gemeente een afwijking van het testament: de school werd niet een privéschool zoals Pirajno vroeg maar een openbare school van de gemeente. 
Na de dood van de weduwe in 1888 werd het museum in de villa uitgebouwd. Zowel de school als het museum dragen de naam van zijn baronnie: Mandralisca.
Ook in de 21e eeuw bleek het testament niet uitvoerbaar op verschillende punten. Zo besliste de directie van de school dat ze gratis onderwijs niet kon verstrekken in de eerste twee studiejaren.

## Uit het Museo Mandralisca in Cefalù

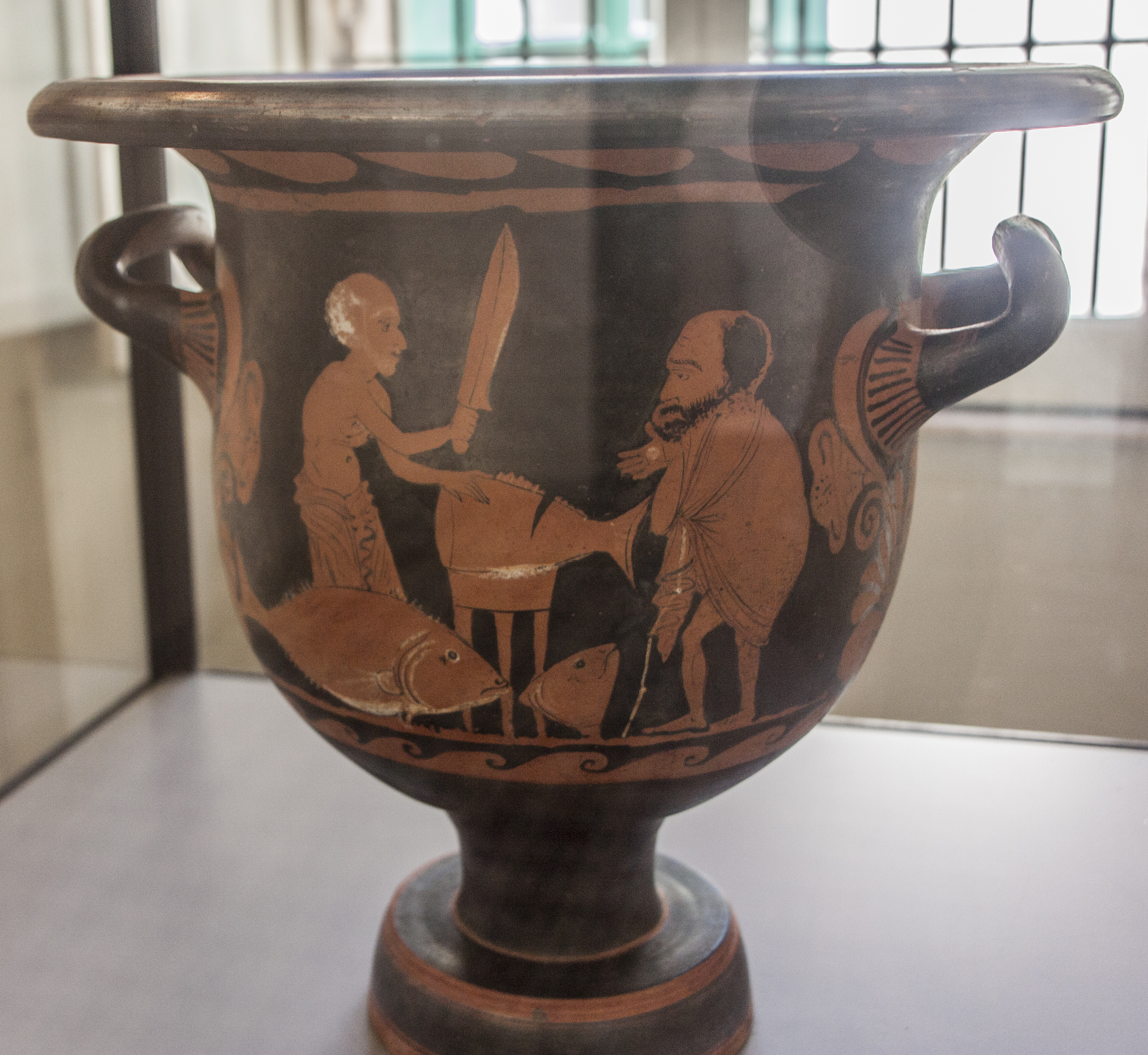
Griekse vaas
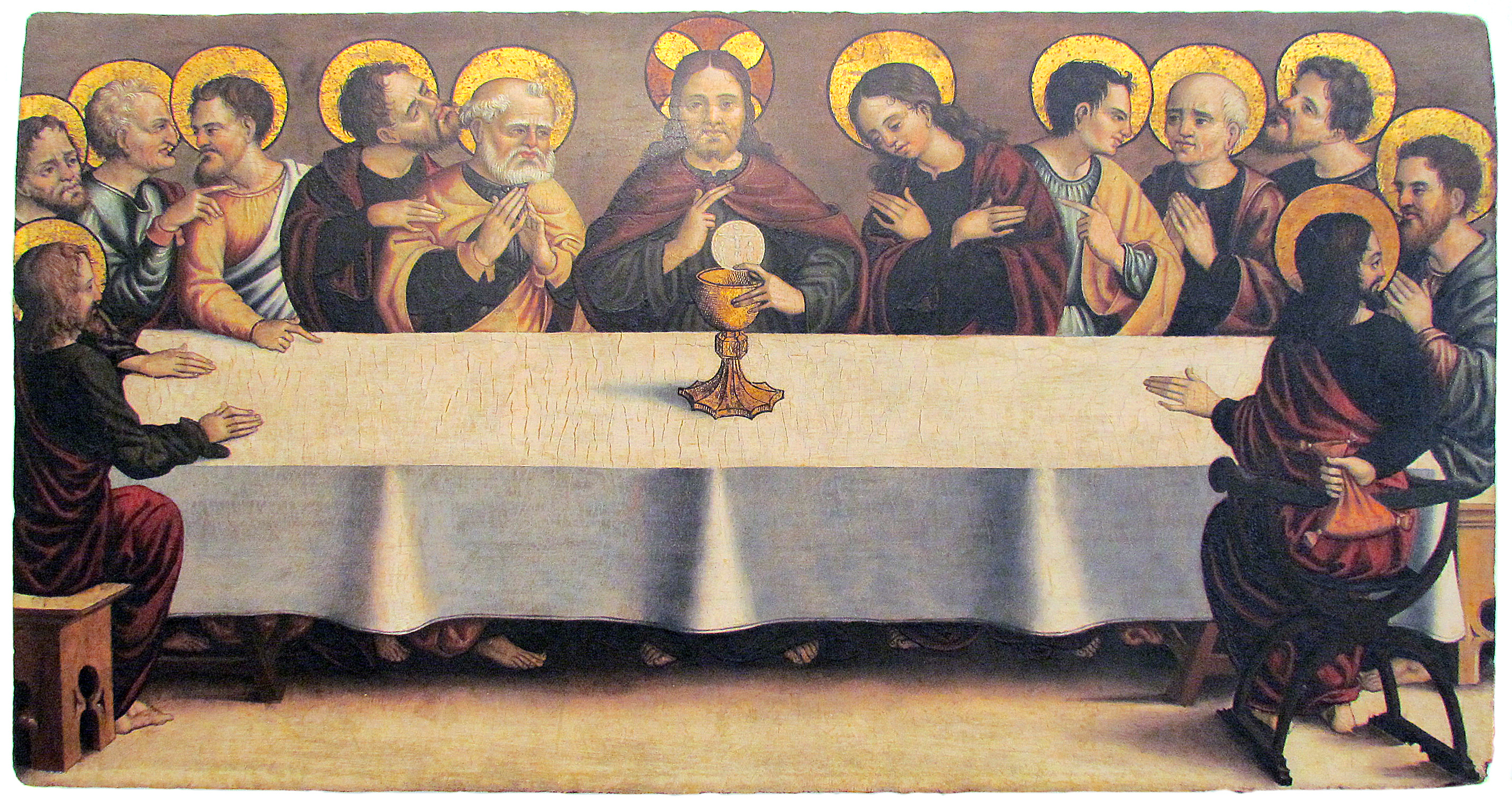
Laatste Avondmaal door Johannes De Matta, 16e eeuw
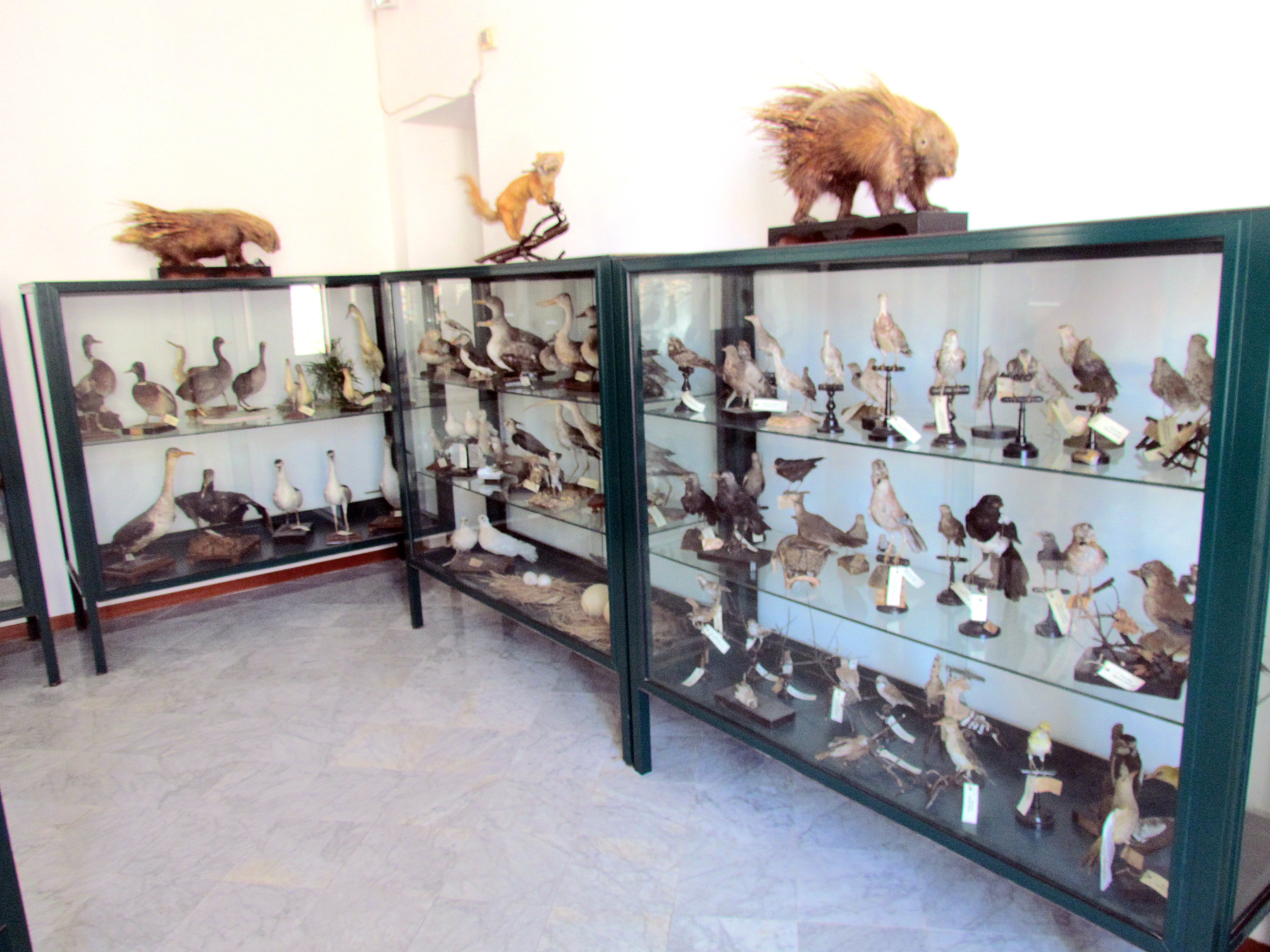
Zoölogische afdeling